# Delray Beach International Tennis Championships 2011
Il Delray Beach International Tennis Championships 2011 è stato un torneo di tennis giocato sul cemento. È stata la 19ª edizione del Delray Beach International Tennis Championships, che fa parte della categoria ATP World Tour 500 series nell'ambito dell'ATP World Tour 2011. Si è giocato al Delray Beach Tennis Center di Delray Beach negli Stati Uniti, dal 21 al 27 febbraio 2011.

## Partecipanti

### Teste di serie
| Nazionalità | Giocatore        | Ranking | Testa di serie* |
| ----------- | ---------------- | ------- | --------------- |
| Stati Uniti | Andy Roddick     | 8       | 1               |
| Stati Uniti | Mardy Fish       | 17      | 2               |
| Stati Uniti | Sam Querrey      | 18      | 3               |
| Stati Uniti | John Isner       | 24      | 4               |
| Sudafrica   | Kevin Anderson   | 40      | 5               |
| Serbia      | Janko Tipsarević | 51      | 6               |
| Germania    | Benjamin Becker  | 57      | 7               |
| Francia     | Adrian Mannarino | 61      | 8               |

* Le teste di serie sono basate sul ranking al 14 febbraio 2011.

### Altri partecipanti
I seguenti giocatori hanno ricevuto una wild-card per il tabellone principale:
- James Blake
- Ryan Harrison
- Sam Querrey

Il seguente giocatore ha ricevuto uno special exempt per il tabellone principale:
- Juan Martín del Potro

I seguenti giocatori sono entrati nel tabellone principale passando dalle qualificazioni:

- Alejandro Falla
- Blaž Kavčič
- Marinko Matosevic
- Ryan Sweeting

I seguenti giocatori sono entrati nel tabellone principale come lucky loser:
- Robert Farah
- Jan Hájek
- Igor' Kunicyn
- Donald Young

## Campioni

### Singolare
Juan Martín del Potro ha battuto in finale  Janko Tipsarević con il punteggio di 6–4, 6–4
- È il 1º titolo dell'anno per del Potro, l'8° della sua carriera.

### Doppio
Scott Lipsky /  Rajeev Ram hanno battuto in finale  Christopher Kas /  Alexander Peya con il punteggio di 4–6, 6–4, [10–3]